# Rachel Lang

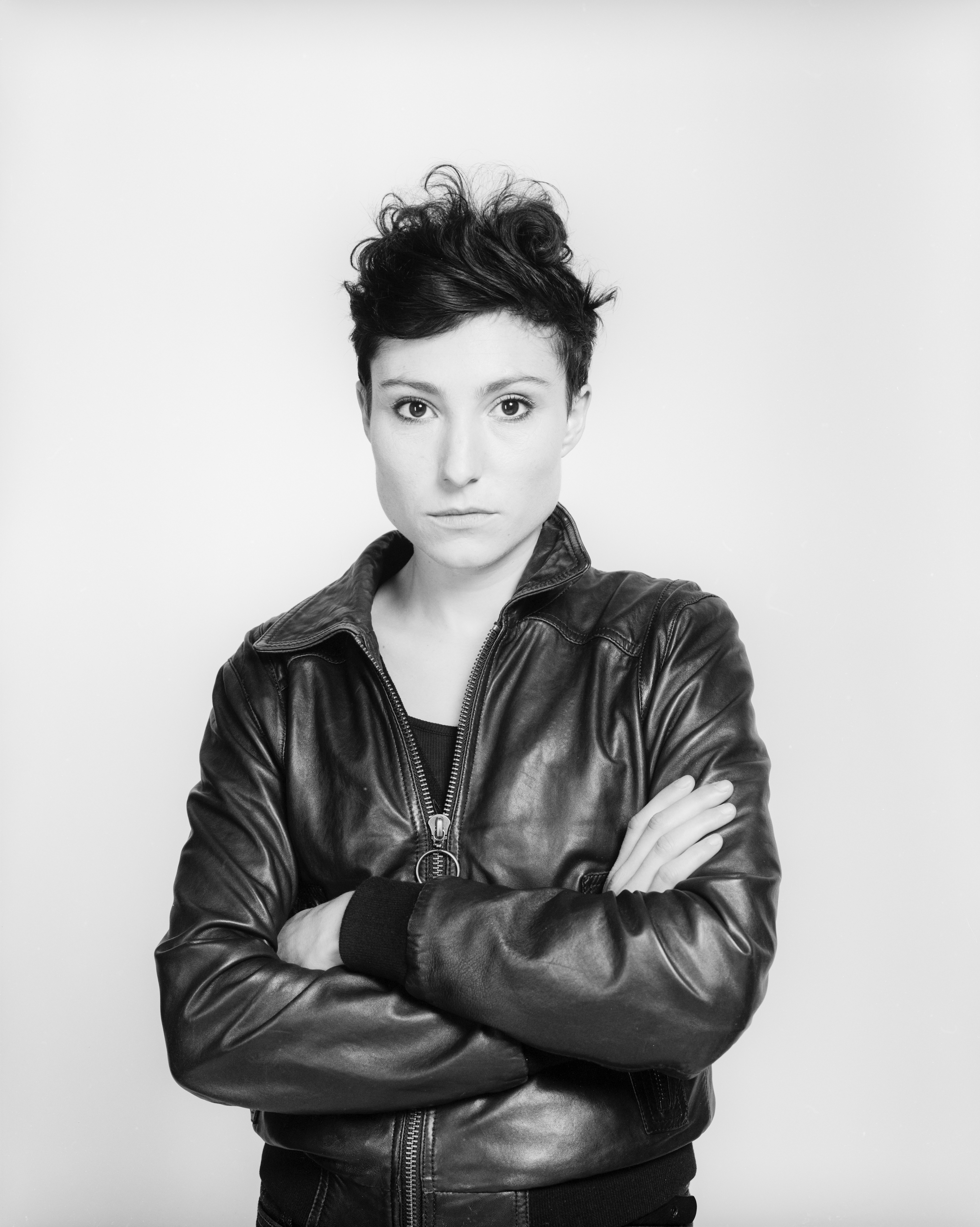
Rachel Lang (2016)

Rachel Lang (* 1984 in Straßburg) ist eine französische Drehbuchautorin und Filmregisseurin.

## Leben
Rachel Lang wurde 1984 in Straßburg geboren und studierte Philosophie und Theaterwissenschaften. Anschließend besuchte sie das Institut des arts de diffusion. Für ihren rund 20-minütigen Abschlussfilm Pour toi je sait battle wurde sie im Jahr 2010 beim Locarno Festival mit dem Silbernen Leoparden ausgezeichnet. Lang absolvierte auch eine militärische Laufbahn. Sie ist Leutnant in der französischen Armee und in der Reserve des 40. Fernmelderegiments in Thionville. Bereits im Alter von 19 Jahren war sie als Offizierin der Reserve der französischen Armee für einen Zug von 30 Personen verantwortlich. Von 2015 bis 2020 war sie Zugführerin und leitete in dieser Funktion im Jahr 2017 eine Einheit bei der Opération Barkhane in Mali.
Ihr erster Spielfilm Baden Baden – Glück aus dem Baumarkt? wurde im Februar 2016 bei der Berlinale gezeigt. Ihr zweiter Spielfilm Mon légionnaire wurde im Juli 2021 bei den Internationalen Filmfestspielen von Cannes in der Nebenreihe Quinzaine des Réalisateurs gezeigt.

## Filmografie
- 2010: Pour toi je ferai bataille (Kurzfilm)
- 2013: Zino (Dokumentarfilm)
- 2016: Baden Baden – Glück aus dem Baumarkt? (Baden Baden)
- 2019: When comes the night (Kurzfilm)
- 2021: Mon légionnaire

## Auszeichnungen
São Paulo International Film Festival
- 2021: Nominierung als Bester Film im New Directors Competition (Mon légionnaire)[8]